# Cygnomyia
Cygnomyia is een ondergeslacht van het geslacht van insecten Dicranomyia binnen de familie steltmuggen (Limoniidae).

## Soort
- D. (Cygnomyia) youngoloy (Theischinger, 1994)